# Danka Kovinić
Danka Kovinić (Herceg Novi, 18 de noviembre de 1994) es una tenista profesional montenegrina, miembro del equipo de su país en la Copa Billie Jean King. El 22 de febrero de 2016 alcanzó su mejor ranking (46.º) en individuales, mientras que en dobles fue el 67.º, logrado el 20 de junio del mismo año. Kovinić se convirtió en la primera montenegrina en llegar a cuartos de final en un torneo WTA, concretamente en Budapest, en 2013, antes de perder contra la sudafricana Chanelle Scheepers.

## Títulos WTA (1; 0+1)

### Individual (0)
| Leyenda                                |
| -------------------------------------- |
| Grand Slam(0)                          |
| Juegos Olímpicos (0)                   |
| WTA Tour Championships (0)             |
| P. Mandatory & Premier 5, WTA 1000 (0) |
| Premier, WTA 500 (0)                   |
| International, WTA 250 (0)             |

#### Finalista (3)
| No. | Fecha                 | Torneo     | Superficie    | Oponente en la final | Resultado     |
| 1.  | 18 de octubre de 2015 | Tianjin    | Dura          | Agnieszka Radwańska  | 1-6, 2-6      |
| 2.  | 24 de abril de 2016   | Estambul   | Tierra batida | Çağla Büyükakçay     | 6-3, 2-6, 3-6 |
| 3.  | 11 de abril de 2021   | Charleston | Tierra batida | Veronika Kudermétova | 4-6, 2-6      |

### Dobles (1)
| Leyenda                                |
| -------------------------------------- |
| Grand Slam(0)                          |
| Juegos Olímpicos (0)                   |
| WTA Tour Championships (0)             |
| P. Mandatory & Premier 5, WTA 1000 (0) |
| Premier, WTA 500 (0)                   |
| International, WTA 250 (1)             |

| N.º | Fecha               | Torneos     | Superficie    | Pareja         | Oponentes en la final            | Resultado        |
| --- | ------------------- | ----------- | ------------- | -------------- | -------------------------------- | ---------------- |
| 1.  | 26 de julio de 2015 | Bad Gastein | Tierra batida | Stephanie Vogt | Lara Arruabarrena Lucie Hradecká | 4-6, 6-4, [10-3] |

#### Finalista (4)
| N.º | Fecha                    | Torneos   | Superficie    | Pareja           | Oponentes en la final           | Resultado        |
| --- | ------------------------ | --------- | ------------- | ---------------- | ------------------------------- | ---------------- |
| 1.  | 9 de enero de 2016       | Auckland  | Dura          | Barbora Strýcová | Elise Mertens An-Sophie Mestach | 6-2, 3-6, [5-10] |
| 2.  | 24 de abril de 2016      | Estambul  | Tierra batida | Xenia Knoll      | Andreea Mitu İpek Soylu         | w/o              |
| 3.  | 22 de julio de 2018      | Bucarest  | Tierra batida | Maryna Zanevska  | Irina-Camelia Begu Andreea Mitu | 3-6, 4-6         |
| 4.  | 22 de septiembre de 2018 | Guangzhou | Dura          | Vera Lapko       | Monique Adamczak Jessica Moore  | 6-4, 5-7, [4-10] |

## Títulos ITF

### Individual (11)
| Torneos de $100,000 |
| Torneos de $80,000  |
| Torneos de $60,000  |
| Torneos de $25,000  |
| Torneos de $15,000  |
| Torneos de $10,000  |

| N.º | Fecha                 | Torneo                 | Superficie | Oponentes           | Resultado     |
| --- | --------------------- | ---------------------- | ---------- | ------------------- | ------------- |
| 1.  | 10 de octubre de 2010 | Dobrich, Bulgaria      | Arcilla    | Isabella Shinikova  | 6-4, 6-3      |
| 2.  | 26 de junio de 2011   | Balş, Rumania          | Arcilla    | Alice-Andrada Radu  | 6-0, 6-1      |
| 3.  | 13 de abril de 2012   | Tlemcen, Argelia       | Arcilla    | Alexandra Romanova  | 6-2, 6-2      |
| 4.  | 8 de julio de 2012    | Torun, Polonia         | Arcilla    | Paula Kania         | 6-3, 4-6, 6-3 |
| 5.  | 22 de junio de 2013   | Ystad, Suecia          | Arcilla    | Melanie Klaffner    | 6-3, 6-3      |
| 6.  | 30 de junio de 2013   | Kristinehamn, Suecia   | Arcilla    | Jasmina Tinjić      | 6-1, 7-5      |
| 7.  | 18 de mayo de 2014    | Saint-Gaudens, Francia | Arcilla    | Pauline Parmentier  | 6-1, 6-2      |
| 8.  | 4 de mayo de 2015     | Trnava 2, Eslovaquia   | Arcilla    | Margarita Gasparyan | 7-5, 6-3      |
| 9.  | 5 de junio de 2016    | Marseille, Francia     | Arcilla    | Hsieh Su-wei        | 6–2, 6–3      |
| 10. | 31 de marzo de 2019   | Campinas, Brasil       | Arcilla    | Julia Grabher       | 6-2 3-6 6-3   |
| 11. | 23 de junio de 2019   | Ystad, Suecia          | Arcilla    | Richel Hogenkamp    | 2-6 6-3 6-3   |

### Dobles (3)
| Torneos de $100,000 |
| Torneos de $75,000  |
| Torneos de $50,000  |
| Torneos de $25,000  |
| Torneos de $15,000  |
| Torneos de $10,000  |

| N.º | Fecha                 | Torneos                | Superficie | Pareja              | Oponentes                            | Resultado        |
| --- | --------------------- | ---------------------- | ---------- | ------------------- | ------------------------------------ | ---------------- |
| 1.  | 25 de mayo de 2012    | Caserta, Italia        | Arcilla    | Renata Voracova     | Elena Bogdan Cristina Dinu           | 6–4, 7–6(7-3)    |
| 2.  | 13 de febrero de 2015 | São Paulo, Brasil      | Arcilla    | Andreea Mitu        | Tatiana Búa Paula Cristina Gonçalves | 6–2, 7–5         |
| 3.  | 6 de julio de 2015    | Contrexéville, Francia | Arcilla    | Oksana Kalashnikova | Irina Ramialison Constance Sibille   | 2–6, 6–3, [10–6] |

### Finales (4)
| N.º | Fecha                    | Torneos               | Superficie | Pareja          | Oponentes                          | Resultado        |
| --- | ------------------------ | --------------------- | ---------- | --------------- | ---------------------------------- | ---------------- |
| 1.  | 11 de septiembre de 2011 | Podgorica, Montenegro | Arcilla    | Danica Krstajic | Corinna Dentoni Florencia Molinero | 4–6, 7–5, [5–10] |
| 2.  | 29 de octubre de 2011    | Lagos, Nigeria        | Arcilla    | Elina Svitolina | Melanie Klaffner Agnes Szatmari    | 0–6, 7–6, [5–10] |
| 3.  | 13 de abril de 2013      | Mamaia, Rumanía       | Arcilla    | Tadeja Majerič  | Elena Bogdan Raluca Olaru          | 6–7(4-7), 3–6    |
| 4.  | 1 de septiembre de 2012  | La Marsa, Túnez       | Arcilla    | Laura Pigossi   | Reka-Luca Jani Eugeniya Pashkova   | 3–6, 6–4, [5–10] |